# Leptobatopsis cardinalis
Leptobatopsis cardinalis är en stekelart som beskrevs av Dali Chandra och Gupta 1977. Leptobatopsis cardinalis ingår i släktet Leptobatopsis och familjen brokparasitsteklar. Inga underarter finns listade i Catalogue of Life.